# Dick Ukeiwé
Dick Ukeiwé, nascut a Lifou a les Illes Loyauté el 1928 i mort el 3 setembre 2013, fou un polític canac, de Nova Caledònia. Quan entrà en vigor la llei-marc Defferre de 1956, mercè la qual es va crear l'Assemblea Territorial de Nova Caledònia, en fou elegit diputat a les eleccions de 1957 dins les llistes d'Unió Caledoniana, dirigida aleshores per Maurice Lenormand. Dimití el 1961, en desacord amb Lenormand, i aleshores crea Unió Democràtica, secció gaullista local, amb la que fou reescollit a l'Assemblea de 1972 fins al 1983. Fou president de l'Assemblea Territorial el 1975-1976 i el 1977-1978.
El 1977 fundà la secció local del Reagrupament per la República (RPR), que el 1978 es va unir al partit anti-independentista Reagrupament per Caledònia (RPC) de Jacques Lafleur, per a fundar Reagrupament de Caledònia en la República (RPCR) amb la que fou escollit senador de 1983 al 1992. Fou president també del Congrés de Nova Caledònia i cap de l'executiu durant l'època dels esdeveniments (1985-1988).
Abandonà el càrrec per a presentar-se a les eleccions al Parlament Europeu de 1989, i fou eurodiputat del Reagrupament dels Demòcrates Europeus fins al 1994. Ha estat l'únic canac i neocaledonià que ha estat escollit eurodiputat.
Durant els anys 1990 va entrar en conflicte amb Jacques Lafleur, raó per la qual el gener de 1993 va abandonar el partit per a fundar el seu propi grup, el Mouvement des Calédoniens libres (MCL), amb la que es va presentar a les eleccions legislatives franceses de 1993 i 1997. A les eleccions provincials de Nova Caledònia de 1999 va formar part de la llista Una Nova Caledònia per a Tots, però no fou escollit; després d'això es va retirar de la política. El 1998 fou nomenat Cavaller de la Legió d'Honor i el 2002 oficial de l'Orde Nacional del Mèrit Francès.
És pare de Bernard Ukeiwé, vicepresident de Reagrupament-UMP el 2006 i ajunt a l'alcalde de Nouméa fins a la seva mort el 2008.